# MadWorld
MadWorld é um jogo de video game de ação  exclusivo para o Nintendo Wii, desenvolvido pela Platinum Games e publicado pela Sega. Foi lançado em 10 de março de 2009 na América do Norte, em 20 de março na Europa e em 26 de março de 2009 na Austrália.
Madworld possui um visual gráfico único em preto e branco,  inspirado por Sin City. O jogo é em terceira pessoa, com a forte presença de humor e extrema violência, nele os jogadores controlam o personagem Jack em uma espécie de reality show criado por terroristas chamado "Death Watch", onde puzzles, lutas e mini games "ultraviolentos" devem ser enfrentados. Para seus desenvolvedores "O jogo traz uma experiência unica que estava faltando no Wii. O designer do jogo, Shigenori Nishikawa, comentou que queria que o jogo fosse visto de um lado mais cômico do que obscuro. Porém, pelo alto nível de violência a Platinum Games não possui certeza sob um futuro lançamento no Japão, citando que "Em certos mercados existem muitas limitações sobre o tipo de violência que pode ser mostrada, então definitivamente o mercardo externo vêm muito mais em pensamento".
A Sega anunciou o desenvolvimento do jogo em maio de 2008, junto com os jogos Bayonetta e Infinite Line, frutos da parceria da empresa com o então novo estúdio independente Platinum Games, formado pelos veteranos Shinji Mikami, Atsushi Inaba e Hideki Kamiya.

## Jogabilidade
Com uma perspectiva em terceira pessoa, o jogador controla Jack, um mecânico e ex-marinheiro com características brutais que tem uma serra elétrica como principal arma. Preso em uma espécie de programa de televisão criado por terroristas chamado "Death Watch", na cidade de Varrigan City, Jack deve enfrentar inimigos em combates que utilizam diferentes armas ou objetos disponíveis no cenário. Fazendo o uso do Nunchuk, o jogador movimenta Jack, o Wii Remote é utilizado para os movimentos de ação- movimentos feitos com o controle geram ataques, pressionando-se o botão "B" é usada a serra elétrica ou outra arma na qual o jogador tenha adquirido. Alguns golpes especiais fazem o uso do sensor de movimentos do Wii Remote e do Nunchuk para sua realização, esses golpes especificam na tela os movimentos que devem ser feitos.
Um mapa é apresentado com diferentes localidades da cidade, cada local apresenta níveis diferentes. Em cada fase Jack deve obter uma pontuação especifica para poder enfrentar o "chefe" e assim prosseguir para outros níveis. A pontuação é obtida ao enfrentar inimigos, cada maneira diferente em que o jogador matar o inimigo representa uma pontuação diferente, variando de acordo com o grau de violência. Durante as fases os jogadores podem ainda acessar benefícios como armas, aumento da barra de saúde e o desafio "BloodBath", o qual trata-se de minigames em que deve-se matar de maneiras diferentes para adquirir determinada pontuação. As lutas com os "chefes" são encontradas na maioria das vezes no final da fase, onde Jack enfrenta oponentes com níveis maiores.

## Enredo
Em MadWorld, Varrigan City se torna o local para o qual um grupo de terroristas conhecidos como "The Organizers" transformem a cidade em um grande programa de TV chamado "Death Watch", onde os cidadãos são forçados a lutar pela suas vidas contra inimigos misteriosos.

## Personagens
- Jack: Jack é o protagonista em MadWorld, personagem o qual o jogador controla. Possui uma motosserra gigante em seu braço. Jack chega para competir no programa "Death Watch", em Varrigan City, com nenhuma reputação e sem nenhum motivo obvio de estar lá, exceto pelo prêmio de cem milhões de dólares dados a quem vencer o show. O personagem é dublado por Steven Blum.
- Little Eddie: É o primeiro chefe enfrentado, possui um tamanho gigante e carrega um porrete para esmagar seus adversários.
- Herr Frederick von Twirlenkiller:  Tem suas mãos como principais característica: duas turbinas gigantes as quais utiliza para criar ciclones massivos. É o terceiro chefe a ser enfrentado.Ele lembra um pouco o Airman do Megaman 2.
- Elise: É a terceira e última chefe da locação de Mad Castle. Possui um visual que lembra uma vampira. Não ataca Jack diretamente, apenas utiliza seus morcegos como uma espécie de escudo e de arma.
- The Organizers: É um grupo sombrio que teve o de fechar toda a cidade de Varrigan City, prendendo os residentes em um programa de morte.
- Kojack: Kojack luta contra Jack no galpão do nível Area 66. Kreese Kreeley revela que Kojack nunca sai de sua motocicleta, e sugestiona que ele é a versão maligna de Jack, Porém, Kojack é visto fora de sua bicicleta no modo multiplayer, quando ele compete com Jack no desafio Bloodbath.
- Kreese Kreeley: É um comentarista e antigo campeão do DeathWatch. Comenta ao lado de Howard "Buckshot" Holmes. Kreese é dublado por John DiMaggio.
- Howard "Buckshot" Holmes: É um dos comentarista do DeathWatch, providência para o público os detalhes dos acontecimentos do programa. Trabalha ao lado antigo campeão de DeathWatch Kreese Kreeley. É dublado por Greg Proops.
- Black Baron: É um cafetão e apresentador dos desafios Bloodbath. Depois de explicar como cada jogo é realizado, ele é sempre assassinado por sua voluntária Mathilda, o qual o utiliza como demonstração viva de cada jogo.
- Mathilda: Aparenta ter um envolvimento romântico com o Black Baron, ele a insinua mas ela o ignora. Mathilda e o Black Baron dão as regras concisas durante os desafios Bloodbath, Mathilda demonstra como deve ser jogado os minigames utilizando Black Baron como exemplo.
- Agent XIII: Um representante de um dos anunciantes de DeathWatch, seu nome é "XIII" por ser o 13° anunciante do programa. O personagem faz algumas aparições em televisões espalhadas por Varrigan City.
- Grunt Enemy: São os inimigos mais comuns no jogo, podem ser matados de formas relativamente fáceis.
- Zombies: São as criaturas encontradas no nível Mad Castle.
- Greys: São as criaturas encontradas no desafio Bloodbath Road Rampage,no nivel Maintenance Facility(só apareçem 3 aliens)  e no desafio Bloodbath Money Shot II.

## Trilha sonora
Toda a trilha sonora de MadWorld foi desenvolvida exclusivamente para o jogo. No total, existem 20 músicas compondo a trilha sonora, sendo utilizadas durante a jogabilidade. Um CD com a trilha foi disponibilizada durante a pré-venda do jogo em algumas lojas do Reino Unido e da Austrália.
| - Ox - Get It Up - Doujah Raze - Come With It - S.O.U.L. Purpose - Survival - Ox - Body That - Optimus - MAD WORLD - Sick YG - Ain't That Funny - Ox - Let's Go! - Wordsmith - Death & Honour - Doujah Raze - Crazy - Doujah Raze - Deathwatch | - Ox - Crimson Rain - Bandy Leggz - You Don't Know Me - Ox - Move - Sick YG - It's A Mad World - Ox - Bang - Ox - Ride!! - Ox - Breathe - Sick YG - Look Pimpin! - Ox - So Cold - Ox - Soul |

## Controvérsias
Mesmo sem muitas informações demonstradas sobre MadWorld, o jogo já é assunto de muita controvérsia na Europa devido a sua violência extrema. John Beyer, diretor do mediawatch-uk, mostrou seu receio ao conteúdo do jogo:
"Eu espero que a British Board of Film Classification (BBFC) decida não garantir uma classificação ao jogo. Sendo assim o jogo não poderá ser vendido na Inglaterra. O que o resto do mundo faz é problema deles. Nós devemos ter certeza de que a civilização moderna possui valores maiores do que matar pessoas".
Em 19 de agosto, a Sega anunciou que MadWorld não seria lançado na Alemanha.
Representantes da Nintendo estão apoiando o jogo, eles lembram que o Wii é um sistema para todos os públicos, incluindo adultos, e esse jogo, como todos os outros, terá uma classificação e será disponibilizado para a venda para pessoas com a idade ou maior do que a classificação étaria.

## Recepção
MadWorld foi bem recebido pelas análises criticas. Na edição de abril de 2009 a Nintendo Power deu ao jogo nota 9 de 10. A IGN deu nota 9 de 10, citando o estilo, jogabilidade e música, porém, fez criticas sobre a câmera e a pequena duração do modo história. No Brasil, o site GameStart deu ao jogo nota 8 de 10, elogiando o design inovador e o sistemas de combates, mas citando como contras a duração do jogo e os movimentos com o Wii Remote. Na análise do UOL Jogos foi ressaltado o alto nível de competência técnica do jogo, sendo apontado como maior ponto fraco a repetição de alguns momentos. A análise da versão portuguesa do site Eurogamer deu ao jogo nota 9 de 10, enaltecendo como uma das mais gratificantes experiências no console da Nintendo.